# 松阪市立天白小学校
松阪市立天白小学校（まつさかしりつ てんぱくしょうがっこう）は三重県松阪市の市立小学校。

## 図書館
学校図書館は三雲公民館図書室と統合され、2019年（平成31年）4月3日から一般利用も可能な「松阪市コミュニティ図書館（仮称）」となり、2019年（令和元年）8月7日に三雲みんなの図書館コミュカルに改称した。

## 校区
曽原町、中林町、喜多村新田町、中道町、小津町

## 児童数
2019年（令和元年）5月1日現在の児童数は517人。